# Walter Veltroni
Valter "Walter" Veltroni (Roma, 3 de julio de 1955) es un político italiano. Comenzó su carrera política en las filas de la Federación Juvenil Comunista Italiana. En 1976 fue elegido concejal de Roma por las listas del Partido Comunista Italiano. Deja el cargo en 1981, para convertirse en 1987 en diputado nacional. Un año después entró en el Comité Nacional del PCI, en el cual se muestra favorable a la disolución del partido para refundar el Partido Democrático de la Izquierda que posteriormente se convertiría en Demócratas de Izquierda. Continua en los órganos de dirección de los nuevos partidos y en 1996, tras la victoria de Romano Prodi en las elecciones generales, se convierte en Vicepresidente del Consejo de Ministros y titular del Ministerio por los Bienes y las Actividades Culturales. Abandona el ministerio en 1998, tras la caída del gobierno Prodi, concentrándose en su partido.
Hasta febrero de 2008 fue alcalde de Roma, cargo para el que fue elegido por primera vez en 2001 y reelegido en 2006 con el 61% de los votos frente al 37% de Gianni Alemanno. De 1998 a 2001 fue el secretario nacional de Demócratas de Izquierda. Fue elegido como el nuevo líder del Partido Democrático, formación que intenta aglutinar al centro-izquierda italiano. Más de tres millones de personas participaron en las primarias y Veltroni obtuvo el 76% de los votos. Con un 13% de votos quedó en segundo lugar Rosy Bindi. Su candidatura en las elecciones generales de 2008 obtuvo un 33,17% de los votos (sumando los votos de su aliado externo Antonio di Pietro llegó al 37,54%), lo que no impidió la mayoría absoluta de la coalición presidida por Silvio Berlusconi, que llegó al 37,39% (46,81% sumando a la Liga Norte). El 17 de febrero de 2009, tras las elecciones regionales celebradas en Cerdeña, Veltroni presentó su dimisión irrevocable como secretario general del Partido Democrático, siendo sustituido provisionalemente por el hasta entonces vicesecretario, Dario Franceschini.

## Reconocimientos honoríficos
- Oficial de la Legión de Honor, otorgada por el presidente Jacques Chirac, París, Francia, mayo de 2000.
- Gran Condecoración de Honor en Plata con Fajín (Austria), otorgada por el presidente Thomas Klestil, Viena, Austria, 2002
- Gran Cruz de la Orden pro Merito Melitensi, Roma, 21 de junio de 2004.
- Caballero de Gran Cruz, otorgado por iniciativa del Presidente de la República Italiana, Roma, 21 de diciembre de 2005.